# Round Island, Kanada
Round Island är en ö i Kanada. Den ligger i territoriet Nunavut, i den nordöstra delen av landet, 3 000 km norr om huvudstaden Ottawa.